# Pangkalan Panji
Pangkalan Panji is een bestuurslaag in het regentschap Banyuasin van de provincie Zuid-Sumatra, Indonesië. Pangkalan Panji telt 3509 inwoners (volkstelling 2010).